# Канарек, Марцель
Марцель Канарек (пол. Marcel Kanarek; род. 5 февраля 1993, Кошалин) — польский шахматист, гроссмейстер (2016). Тренер ФИДЕ (2018).
В составе национальной сборной участник 3-х командных чемпионатов Европы среди юношей до 18 лет (2009—2011). Выиграл 3 медали в команде: 2 золотые (2010—2011) и 1 серебряную (2009). Помимо этого, выиграл 2 медали в индивидуальном зачёте: серебряную (2011) и бронзовую (2009).
Многократный участник командных чемпионатов Польши в составе клуба «KSz Stilon Gorzów Wlkp.» (2012—2017). Выиграл 5 медалей в команде (3 серебряные и 2 бронзовые), а также 5 медалей в индивидуальном зачёте (2 золотые, 3 бронзовые).
Участник 3-х личных чемпионатов Европы (2010, 2013, 2017).

## Спортивные результаты
| Год  | Город     | Турнир                                 | + | − | = | Результат | Место |
| ---- | --------- | -------------------------------------- | - | - | - | --------- | ----- |
| 2009 | Пардубице | Командный чемпионат Европы (до 18 лет) | 4 | 2 | 1 | 4½ из 7   | 2 3   |
| 2010 | Пардубице | Командный чемпионат Европы (до 18 лет) | 2 | 1 | 4 | 4 из 7    | 1     |
| 2011 | Яссы      | Командный чемпионат Европы (до 18 лет) | 3 | 1 | 3 | 4½ из 7   | 1 2   |
|      |           |                                        |   |   |   | из        |       |

## Изменения рейтинга
| Графики недоступны из-за технических проблем. См. информацию на Фабрикаторе и на mediawiki.org. |